# Imbecilla viridus
Imbecilla viridus är en insektsart som beskrevs av M. Firoz Ahmed 1979. Imbecilla viridus ingår i släktet Imbecilla och familjen dvärgstritar.
Artens utbredningsområde är Uganda. Inga underarter finns listade i Catalogue of Life.